# Athlete
Athlete ist eine britische Band aus London.

## Geschichte
Die vier Bandmitglieder kannten sich bereits seit ihrer Jugend und gründeten 1999 eine Band. Nach Konzerten im Londoner Stadtviertel Deptford, der Heimat dreier Bandmitglieder, veröffentlichten sie 2002 ihre erste EP Athlete. Durch einige Touren und Singles wuchs der Bekanntheits- und Beliebtheitsgrad der Band. In der Folge stieg die Single You Got The Style in die Top 40 der britischen Charts ein.
Nach einigen Auftritten als Vorgruppe von Bands wie Mansun, The Polyphonic Spree, The Electric Soft Parade und Simian erhielt die Band einen Plattenvertrag bei EMI, wo 2003 ihr Debütalbum Vehicles and Animals erschien. Dieses Album bescherte der Band die erste Platin-Schallplatte. Nach Auftritten beim Glastonbury Festival und T in the Park wurde die Band für den Mercury Music Prize nominiert.
Im Jahr 2005 veröffentlichte die Band ihr zweites Album Tourist, welches Platz 1 der Charts erreichte und ihnen die zweite Platin-Schallplatte einbrachte. Die erste Single des Albums war der Track Wires, in dem der Sänger Joel Pott seine Gefühle als frischgebackener Vater aufarbeitet. Im Sommer desselben Jahren spielten Athlete als Vorgruppe bei drei Konzerten im Rahmen der Vertigo Tour der irischen Band U2. 2006 wurde der Song Chances aus dem Tourist-Album für den Trailer des Films Ein gutes Jahr verwendet.
Im September 2007 erschien ihr drittes Studioalbum, Beyond the Neighbourhood.

## Stil
Die Band hatte sich anfangs dem Britpop verschrieben, entwickelte jedoch einen eigenständigen, von elektronischen Einflüssen geprägten Sound. Wie Keane und Coldplay kann man Athlete zum alternativen Indie-Rock zählen.

## Diskografie

### Alben
- 2002: Athlete (erschien auch als EP)
- 2003: Vehicles and Animals
- 2005: Tourist
- 2005: Live in London
- 2007: Beyond the Neighbourhood
- 2009: Black Swan
- 2010: Singles 01-10

### Singles
- 2002: You Got the Style (1st Release)
- 2002: Beautiful
- 2003: El Salvador
- 2003: Westside
- 2003: You Got the Style (2nd Release)
- 2005: Wires
- 2005: Half Light
- 2005: Tourist
- 2005: Twenty Four Hours
- 2007: Hurricane
- 2007: Tokyo
- 2009: Superhuman Touch

## Auszeichnungen für Musikverkäufe
| Goldene Schallplatte - Irland - 2005: für das Album Tourist |

Anmerkung: Auszeichnungen in Ländern aus den Charttabellen bzw. Chartboxen sind in ebendiesen zu finden.
| Land/RegionAuszeichnungen für Musikverkäufe (Land/Region, Auszeichnungen, Verkäufe, Quellen) | Silber  | Gold     | Platin     | Verkäufe | Quellen        |
| -------------------------------------------------------------------------------------------- | ------- | -------- | ---------- | -------- | -------------- |
| Irland (IRMA)                                                                                | —       | Gold1    | —          | 7.500    | irishcharts.ie |
| Vereinigtes Königreich (BPI)                                                                 | Silber1 | Gold1    | 2× Platin2 | 700.000  | bpi.co.uk      |
| Insgesamt                                                                                    | Silber1 | 2× Gold2 | 2× Platin2 |          |                |